# Mesogona decepta
Mesogona decepta là một loài bướm đêm trong họ Noctuidae.